# Mićo Mrkaić
Mićo Mrkaić, slovenski ekonomist in kolumnist, * 5. januar 1968, Kranj.
Obiskoval je SŠPRNMU Kranj (sedanja in nekdanja Gimnazija Kranj). Kot srednješolec in kot edini predstavnik Slovenije se je leta 1985 udeležil mednarodne fizikalne olimpijade, ki je potekala v Portorožu. Mrkaić je po diplomi iz fizike leta 1991, za katero je na ljubljanski univerzi leto pozneje dobil študentsko Prešernovo nagrado, šolanje nadaljeval na Univerzi Carnegie Mellon v Pittsburghu v ZDA, kjer je doktoriral iz ekonomije (1998). Istega leta je dobil tudi nagrado Alexander Henderson. Po opravljenem doktoratu se je zaposlil na univerzi Duke, kjer je predaval makroekonomijo podiplomskim študentom organizacije (MBA). Od leta 2002 do leta 2007 je sprva kot docent in pozneje kot izredni profesor ekonomike predaval na Fakulteti za organizacijske vede v Kranju (Univerza v Mariboru). Poleg akademskega dela je bil predsednik vladnega strateškega sveta za gospodarski razvoj. Znan je po klasičnih liberalnih ekonomskih stališčih. Znan je po nasprotovanju levo in socialno usmerjenim ideologijam, miselnim tokovom in režimom (komunizmu, socialnemu katolicizmu). Svoje mnenje izraža tudi v kolumni za časopis Finance. 
Trenutno (2006–07) je ekonomist v oddelku za statistiko Mednarodnega denarnega sklada v Washingtonu.
Leta 2007 je izdal knjigo To so bile svete krave.